# 양성자 치료

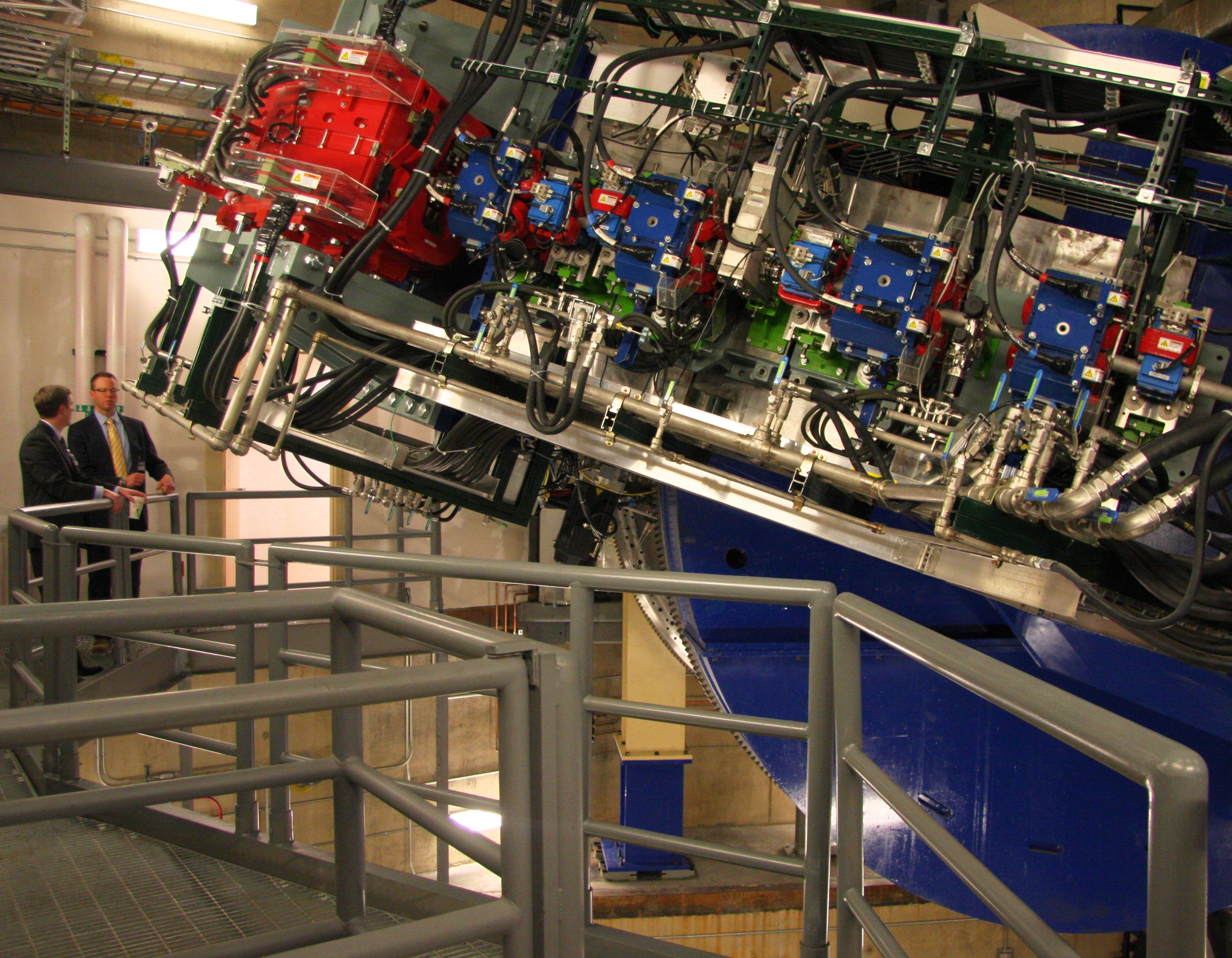
미네소타주 로체스터의 마요 클리닉에 설치된 양성자 치료 장비.

양성자 치료(陽性子治療, 영어: proton therapy) 또는 양성자빔 치료(영어: proton beam therapy)는 양성자빔을 사용하여 질병이 있는 조직에 빛을 투사하기 위한 입자 치료의 일종인 의료 방법으로, 종종 암 치료에 사용된다.

## 개요

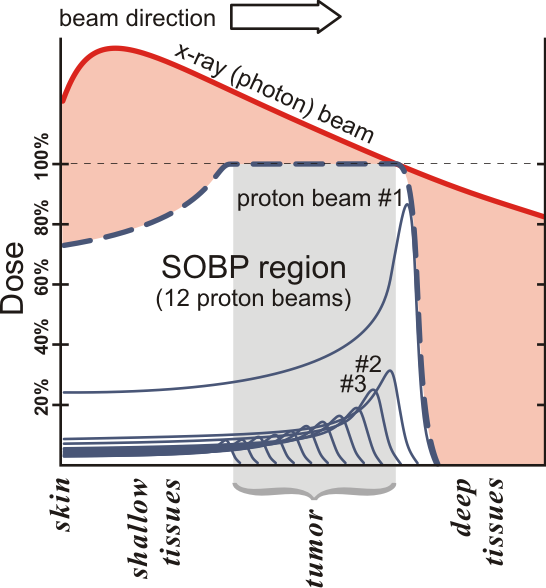
양성자 치료를 위한 일반적인 치료에서 SOBP(spread out Bragg peak, 파선으로 된 파란 선)는 치료상의 방사 분포이다.

방사선 치료는 이온화 방사선을 이용한 외부 빔 치료의 일종이다. 방사선 치료에서 의료의는 입자 가속기를 사용하여 양성자 빔으로 종양을 목표로 지정할 수 있다. 이 하전 입자는 세포의 DNA를 손상시키며 궁극적으로 이들을 죽이거나 복제되지 못하도록 막는다. 암세포는 특히 DNA의 공격에 취약한데, 그 이유는 분열 속도가 빠르고 DNA 손상의 치료 능력이 줄어들기 때문이다.

## 역사
활동적 양성자가 효과적인 치료 방식이 될 수 있다고 주장한 최초의 제안은 로버트 R. 윌슨에 의해 1946년 게시된 논문을 통해 이루어졌으며 당시 그는 HCL(Harvard Cyclotron Laboratory)의 설계를 맡고 있었다.

## 비용
역사적으로 양성자 치료의 비용은 비싼 편이다. Goitein & Jermann의 분석에 따르면 양성자 치료가 X레이 치료에 비해 상대적으로 약 2.4배 더 비용이 들었다. 그러나 더 새롭고 더 소형의 양성자 빔원(beam source)가 가능해지면서 4~5배 더 싸지게 되었고 더 정밀한 3차원 목표 지정이 가능해졌다.

## 같이 보기
- 강입자
- 전자기파와 건강
- 이온화 방사선